# مسرشمیت ام‌ئی ۳۲۸
مسرشمیت ام‌ئی ۳۲۸ (به انگلیسی: Messerschmitt Me 328) یک هواگرد ساختِ کارخانهٔ مسرشمیت در کشور آلمان است. این هواگرد برای نخستین بار در بهار ۱۹۴۴ میلادی مورد استفاده قرار گرفت.